# یاکوب مارچکو

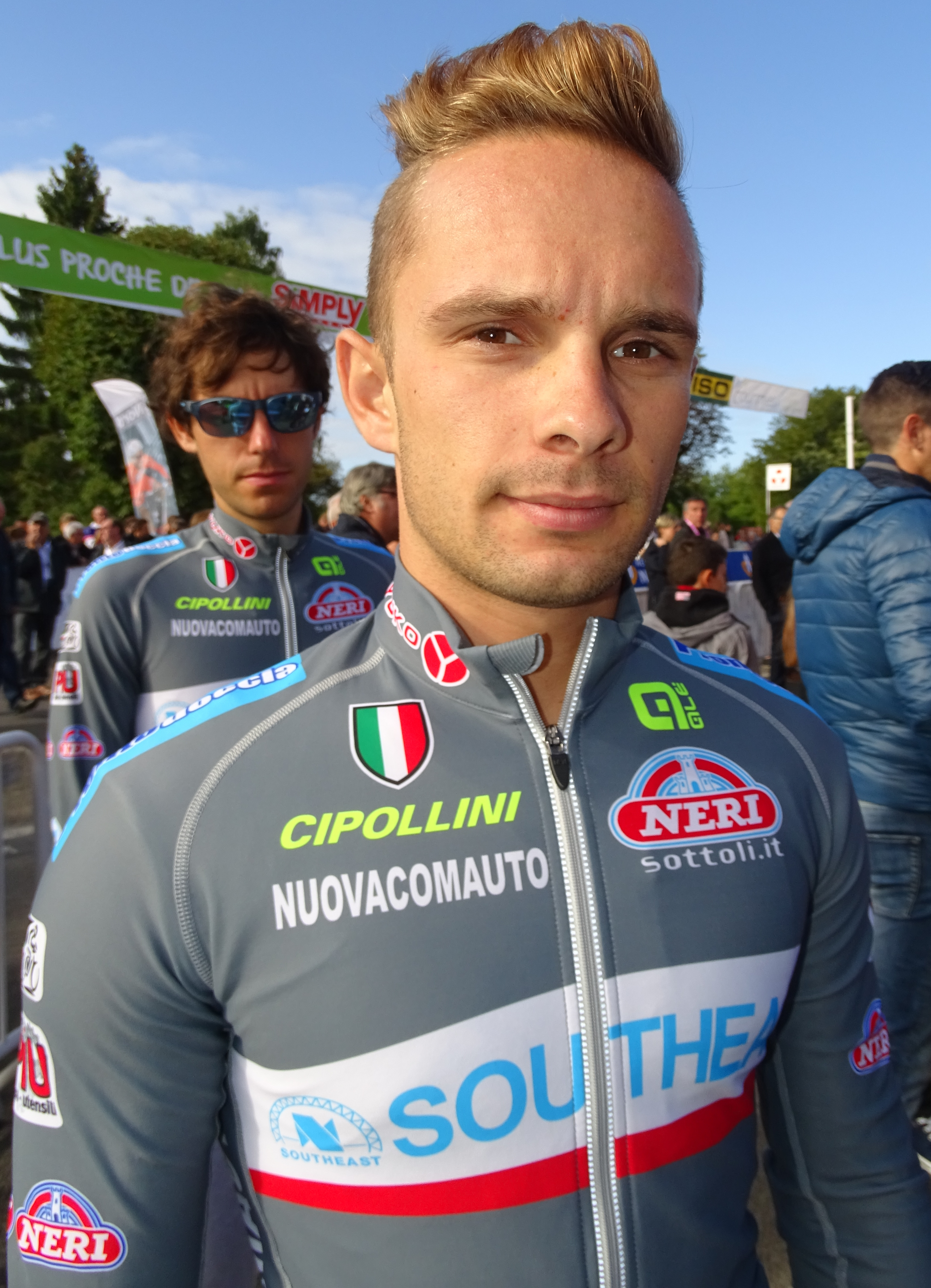
یاکوب مارچکو - ۲۰۱۵

یاکوب مارچکو (لهستانی: Jakub Mareczko؛ زادهٔ ۳۰ آوریل ۱۹۹۴) یک دوچرخه‌سوار اهل ایتالیا است.
از افتخارات او می‌توان به کسب مدال نقره تور دوچرخه‌سواری آسیا در سال ۲۰۱۵ اشاره‌کرد.